# FC Nancy
FC Nancy var en fotbollsklubb från Nancy i Frankrike. Klubben grundades 1901 och upplöstes 1965.
FC Nancy gick till final i Coupe de France 1953 och 1962, och vann Ligue 2 1946 och 1958. Sedan klubben lagt ner grundades en ny fotbollsklubb, AS Nancy, i staden 1967.